# San Antonio de Padua

San Antonio de Padua é uma cidade da Argentina, no  Partido de Merlo, localizada na província de Buenos Aires, situada na área metropolitana de Gran Buenos Aires.
Sua população é de 37.755 habitantes (2001).